# Alessandro Pezzatini
Alessandro Pezzatini (Fiesole, 25 agosto 1957) è un ex marciatore italiano.

## Biografia
Nato nel 1957 a Fiesole, in provincia di Firenze, ha partecipato alle prime competizioni internazionali con la nazionale nel 1978, prendendo parte agli Europei di Praga, arrivando 12º nella marcia 20 km in 1h26'44"2. 4 anni dopo ha preso di nuovo parte alla competizione continentale, ad Atene 1982, nella stessa specialità, terminando 5º con il tempo di 1h26'39". Sempre nel 1982 ha partecipato agli Europei indoor di Milano, chiudendo ai piedi del podio nella marcia 5000 m, 4º in 20'27"68.
Nel 1983 ha preso parte a 2 competizioni mondiali: l'Universiade di Edmonton, dove è arrivato 5º con il tempo di 1h26'15" nella marcia 20 km, e i Mondiali di Helsinki, dove ha terminato 24º nella marcia 20 km in 1h27'15".
A 26 anni ha partecipato ai Giochi olimpici di Los Angeles 1984 nella marcia 20 km, chiudendo 28º con il tempo di 1h32'27".
Dal 1979 al 1987 ha preso parte alla Coppa del mondo di marcia, vincendo un bronzo individuale nella 20 km a Valencia 1981 in 1h24'24", terminando dietro al messicano Ernesto Canto e al tedesco orientale Roland Wieser. Con la squadra azzurra ha invece ottenuto 3 medaglie: un oro proprio a Valencia 1981, un argento a Bergen 1983 (dietro l'Unione Sovietica) e un bronzo a Saint John's 1985 (dietro Germania Est e Unione Sovietica).
È stato campione italiano indoor nella marcia per 3 anni consecutivi, dal 1981 al 1983, nel primo caso sui 3000 m, poi sui 5000, con i tempi rispettivamente di 11'42"70, 19'33"30 e 20'10"91.
Il suo 1h20'18" nei 20 km di marcia stabilito nel 1984 è stato record italiano per 8 anni, fino al 1992, battuto dal 1h18'54" di Maurizio Damilano. Detiene invece la migliore prestazione italiana nei 25 km, specialità non ratificata ufficialmente, con 1h45'33" ottenuto nel 1987.
È laureato in Scienze delle Attività Motorie con specializzazioni in chinesiologia e Chinesiterapia rieducativa.

## Palmarès
| Anno | Manifestazione  | Sede        | Evento        | Risultato | Prestazione | Note |
| ---- | --------------- | ----------- | ------------- | --------- | ----------- | ---- |
| 1978 | Europei         | Praga       | Marcia 20 km  | 12º       | 1h26'44"2   |      |
| 1982 | Europei indoor  | Milano      | Marcia 5000 m | 4º        | 20'27"68    |      |
| 1982 | Europei         | Atene       | Marcia 20 km  | 5º        | 1h26'39"    |      |
| 1983 | Universiade     | Edmonton    | Marcia 20 km  | 5º        | 1h26'15"    |      |
| 1983 | Mondiali        | Helsinki    | Marcia 20 km  | 24º       | 1h27'15"    |      |
| 1984 | Giochi olimpici | Los Angeles | Marcia 20 km  | 28º       | 1h32'27"    |      |

## Campionati nazionali
- 3 volte campione nazionale nella marcia indoor (1981, 1982, 1983)

1981
- Oro ai campionati italiani assoluti indoor, marcia (3000 m) - 11'42"70

1982
- Oro ai campionati italiani assoluti indoor, marcia (5000 m) - 19'33"30

1983
- Oro ai campionati italiani assoluti indoor, marcia (5000 m) - 20'10"91

1987
- Bronzo ai campionati italiani assoluti indoor, marcia (5000 m) - 19'34"64

1988
- Bronzo ai campionati italiani assoluti indoor, marcia (5000 m) - 19'47"7 (M)

## Altre competizioni internazionali
1979
- 14º in Coppa del mondo di marcia ( Eschborn), marcia 20 km - 1h23'42"
- 4º a squadre in Coppa del mondo di marcia ( Eschborn) - 152 punti

1981
- Bronzo in Coppa del mondo di marcia ( Valencia), marcia 20 km - 1h24'24"
- Oro a squadre in Coppa del mondo di marcia ( Valencia) - 227 punti

1983
- 22º in Coppa del mondo di marcia ( Bergen), marcia 20 km - 1h26'22"
- Argento a squadre in Coppa del mondo di marcia ( Bergen) - 189 punti

1985
- 15º in Coppa del mondo di marcia ( Saint John's), marcia 20 km - 1h26'17"
- Bronzo a squadre in Coppa del mondo di marcia ( Saint John's) - 233 punti

1987
- 34º in Coppa del mondo di marcia ( New York), marcia 20 km - 1h25'47"